# Lorenzkloster (Magdeburg)
Das Kloster St. Lorenz war ein Kloster der Zisterzienserinnen in Magdeburg. Es bestand vom frühen 13. Jahrhundert bis 1577.

## Lage
Das Kloster befand sich in der Alten Neustadt am heutigen Lorenzweg im Bereich der Häuser 9 bis 15. Von der Anlage ist oberirdisch nichts erhalten.

## Geschichte
Das Kloster wurde im frühen 13. Jahrhundert gegründet. Die ersten Nonnen kamen aus dem Kloster Wöltingerode bei Goslar. Für 1209 ist die Weihe der Klosterkirche erwähnt.
1282 bildeten Nonnen des St. Lorenzklosters  den ersten Konvent des neuen Zisterzienserinnenklosters in Jüterbog.
Auch nach der Reformation blieb das Lorenzkloster zunächst bestehen und wurde erst 1577 durch den Administrator Joachim Friedrich aufgelöst. Die restlichen Schwestern siedelten in das Agnetenkloster über.

### Klosterführer
- Gereon Christoph Maria Becking, Zisterzienserklöster in Europa, Kartensammlung, Lukas Verlag Berlin 2000, ISBN 3-931836-44-4, Blatt 44D (Magdeburg St. Laurenz).
- Peter Pfister, Klosterführer aller Zisterzienserklöster im deutschsprachigen Raum, 2. Auflage, Lindenberg, Kunstverlag Josef Fink, 1998, S. 458.